# 静岡市立梅ケ島小中学校
静岡市立梅ケ島小中学校（しずおかしりつ うめがしましょうちゅうがっこう）は、静岡県静岡市葵区に所在する公立小中一貫校
。
小規模特認校の認定を受けており、市内全域からの通学が可となっている。

## 沿革
- 1947年 - 梅ヶ島村立梅ヶ島中学校として開校。
- 1954年 - 校章制定。
- 1959年 - 校歌制定（梅ヶ島小学校と共通）
- 1969年 - 静岡市立梅ヶ島中学校に改称。
- 1985年 - 新校舎完成（小・中共用）
- 1989年 - プール完成（小・中共用）
- 2000年 - 体育館完成（小・中共用）
- 2017年 - 静岡市立梅ヶ島小学校と静岡市立梅ヶ島中学校を統合し「静岡市立梅ケ島小中学校」を開校。

## 通学区域
葵区
- 梅ケ島
- 入島

## アクセス
- しずてつジャストライン安倍線 ｢六郎木｣停留所から、徒歩5分